# 성심리 발전

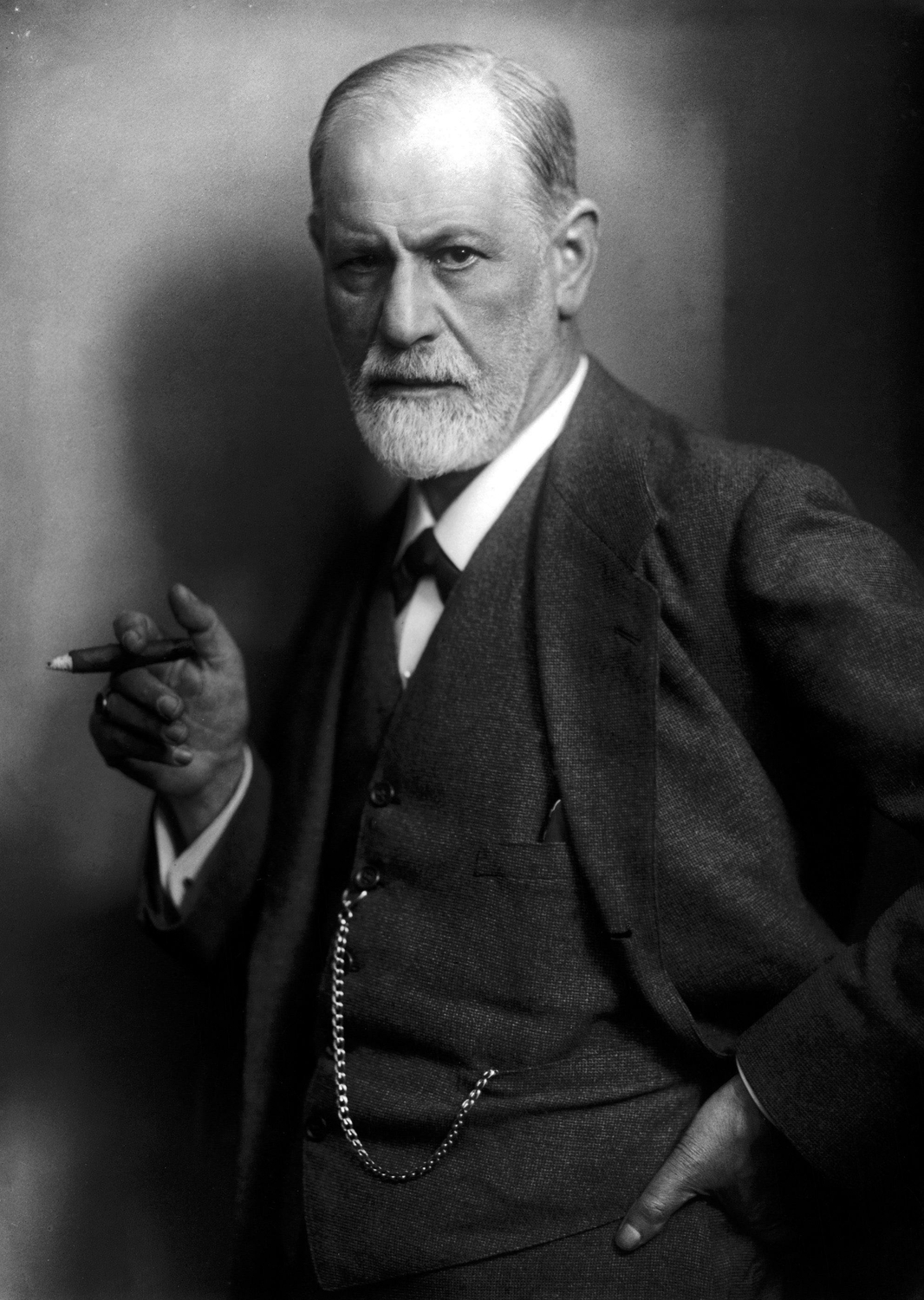
지그문트 프로이트

성심리 발전 (性心理發展, psychosexual development) 또는 성심리 발전단계는 정신 분석학의 프로이트에 의한 가설로, 소아에도 성욕이 있다는 생각. 이 경우의 성욕은 성인의 좁은 의미의 성욕과는 달라, 광의의 성욕을 의미한다. 혹은 모든 신체 기관으로부터 발 다투어지는 에너지와 같은 것을 상정한다 (부분욕동).
프로이트는 정신 분석학에서 확인된 근본적인 에너지로서의 성적욕동이 소아기를 통해 능숙하게 발전하거나 분화하는 일의 중요성을 말했다.
성심리 발전은 구강기(Oral Stage), 항문기(Anal stage), 남근기(Phallic stage), 잠재기(latency stage) , 성욕기(genital stage)  등 아이의 성장에 응한 기간이 있어, 그 기간에는 신체 성장과 성적 발달이 복잡하게 얽혀 진전한다고 생각되고 있다. 프로이트는 이들 성행동을 문제 없는 성욕을 충족 당하는지 아닌지가 그 후의 인격 형성에 크게 기여한다고 생각했다. 또, 이러한 성욕이 있는 기간에 고착하는 일에 의해, 히스테리나 노이로제가 발병한다고 가정했다. 또, 연소기부터 자위를 하는 여성은 하지 않는 여성에 비해 노이로제나 히스테리의 발증율이 낮은 것을 밝혀냈다. 성적 억압이 강한 여성에게 그들 정신 질환이 후에 많이 나타난다고 주장했다.
프로이트는 인격 형성을 모두 광의의 성욕 (리비도)에 요구 설명했다. 이 생각은 후에 범성욕론으로 불리게 되지만, 이는 모든 인간의 행동이나 활동을 성 (섹스)에 요구하는 일에 대한 비난적인 말로서 사용되게 된다. 그 때문에 일반의 사람들로부터도 생리학적 견지로부터도 많은 비판을 받았다.
이 범성욕론은 아직도 현재의 정신 분석학에서도 뿌리 깊게 존재하고 있다. 그것은 정신 분석이 리비도나 성욕동 등의 성적인 욕동에 강하게 주목해, 그것을 정신병리의 원인으로 하기 위함이다. 다만 현재는 이 성심리 발전은 프로이트의 일리론으로서 한정되고 있다. 그런데도 후의 대상 관계론 등에서는 지금도 강하게 성욕동이 주목받고 있기 때문에, 이 비판은 늘 받는다.
자아 심리학에서는 이 성심리 발전의 성적 발달 이론을 사회적 발달 이론까지 확장한 에릭 에릭슨의 라이프 사이클 전반에 걸친 '사회심리발달이론'이 있다. 이 생각이 프로이트의 성 이론에 근거하고 있는 점에는 별로 인식되고 있지 않지만, 이 이론 자체는 넓게 받아 들여지고 있다.

## 같이 보기
- 피아제의 인지 발달론
- 매슬로의 욕구단계설
- 헤르마
- 민 (이집트 신화)
- 생식능력
- 바카날리아
- 반 (노르드 신화)
- 프리아포스
- 지그문트 프로이트

## 참고 문헌
- '히스테리 연구' (Studienuber Hysterie) 요제후 브로이아와의 공저, 1895년
- '꿈의 해석' (Die Traumdeutung) 1899년(출판 1900년)
- '성격과 항문사랑' (Charakter und Analerotik), 1908년
- '정신 분석 입문' (Vorlesungen zur Einfuhrung in die Psychoanalyse), 1917년
- '욕동전환, 특히 항문사랑의 욕동전환에 대해' (Uber Triebumsetzungen, insbesondere der Analerotik), 1917년